# Bataille d'Opequon
Pour les articles homonymes, voir Bataille de Winchester.
Guerre de Sécession
Batailles
- Guard Hill
- Summit Point
- Smithfield Crossing
- Berryville
- 3e Winchester
- Fisher's Hill
- Tom's Brook
- Cedar Creek

La bataille d'Opequon, également appelée troisième bataille de Winchester, fut une victoire meurtrière de l'Union durant les campagnes de la vallée de Shenandoah de 1864, pendant la guerre de Sécession.

## Contexte
En juillet 1864, le major-général Philip H. Sheridan reçoit le commandement de l'Armée de la Shenandoah (Union), avec pour mission de contrer la menace que fait peser le major-général confédéré Jubal A. Early sur la vallée de Shenandoah. Au début de l'automne 1864, Sheridan et Early se cantonnent à de prudentes escarmouches pour évaluer leurs forces respectives. Early en tire la conclusion que Sheridan craint de l'affronter et il laisse son armée s'étaler de Martinsburg à Winchester. Sheridan profite de cette dispersion des forces confédérées et attaque Winchester, où deux engagements majeurs avaient déjà eu lieu au cours de la guerre, se soldant tous deux par des victoires confédérées.

## Bataille

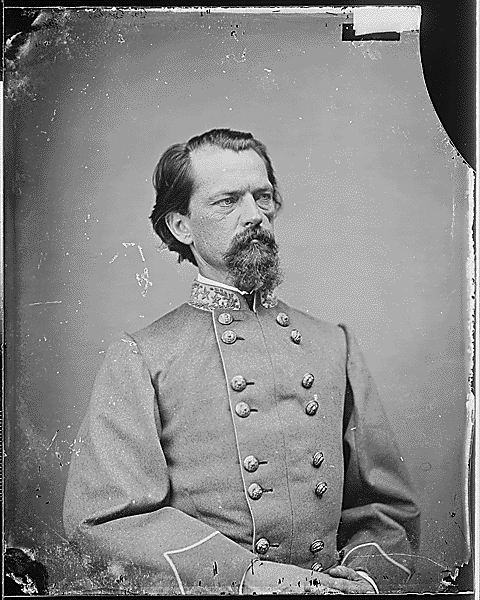
John Brown Gordon (1832 – 1904), général confédéré proche de Robert E. Lee. Après guerre, il devint sénateur et gouverneur de Géorgie pour le Parti démocrate.

Les forces de l'Union font mouvement depuis l'Est, à travers des canyons et des routes étroites, qui ralentissent la progression des troupes et du train de ravitaillement, retardant l'attaque. Ce délai profite à Early, qui rassemble rapidement son armée et fait route vers Winchester, arrivant le 19 septembre, juste à temps pour répondre à l'attaque de Sheridan.
Le major-général confédéré John B. Gordon et sa division arrivent du nord et prennent position sur la gauche du front sudiste. À midi, les troupes de Sheridan arrivent sur le champ de bataille et Sheridan ordonne une attaque directe le long de la ligne de front d'Early. Le VIe corps du major-général Horatio G. Wright de l'Union voit sa progression ralentir face au flanc gauche des Confédérés, retranchés au sommet d'une colline et appuyés par leur artillerie. Au nord du VIe corps, le XIXe corps du major-général William H. Emory repousse la division de Gordon à travers un terrain boisé. Mais ils sont brusquement arrêtés par l'artillerie confédérée en arrivant dans la clairière à l'autre extrémité du petit bois.
Le VIe corps parvient à se ressaisir, et son avance reprend, repoussant progressivement le flanc gauche confédéré. Mais les VIe et XIXe corps s'éloignent lentement l'un de l'autre et une brèche apparaît entre eux. Le brigadier-général David A. Russell et sa division sont envoyés d'urgence pour combler cette brèche dans le front nordiste. Russell est touché à la poitrine, mais continue cependant à mener sa division vers l'avant.

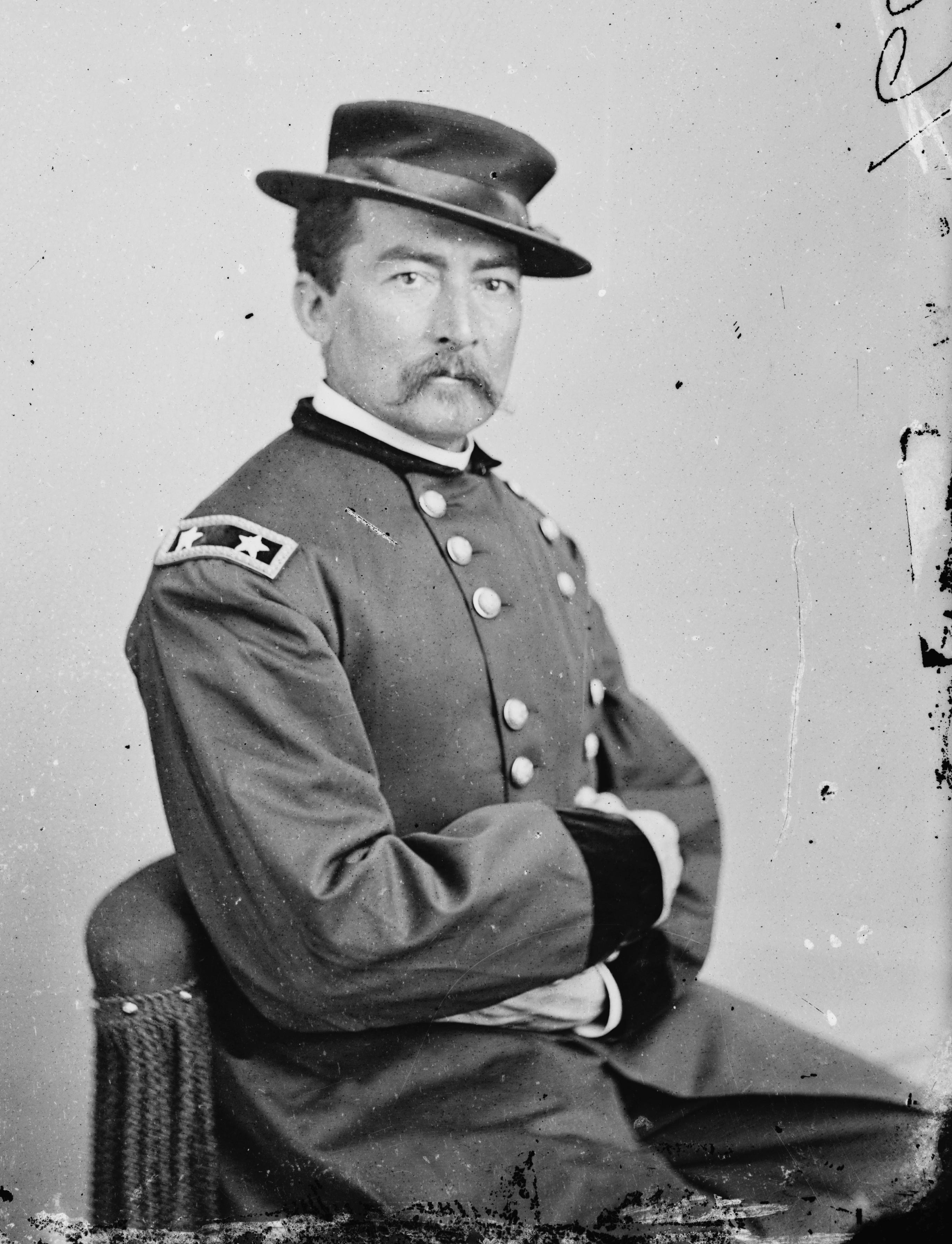
Philip Henry Sheridan (1831 - 1888) général dans l'Armée de l'Union.

La brigade du général de l'Union Emory Upton atteint la brèche, mais il est trop tard, les Confédérés y ont déjà lancé une contre-attaque. Upton place ses hommes en ligne de bataille et lance une charge, menée par un jeune colonel de l'Union, Ranald S. Mackenzie, commandant du 2e régiment d'artillerie lourde du Connecticut, servant dans l'infanterie. Russell est mortellement blessé par une deuxième balle. Upton reprend le commandement de la division, puis une accalmie survient sur le champ de bataille.
À ce stade, Sheridan envisage la bataille comme une « splendide victoire », mais n'a pas l'intention d'arrêter le combat pour autant. Sheridan envoie l'armée de Virginie-Occidentale (VIIIe corps), commandée par le brigadier-général George Crook, à la rencontre du flanc gauche confédéré. Pendant ce temps, les unités de cavalerie du brigadier-général James H. Wilson s'attaquent au flanc droit confédéré. Sheridan ordonne une marche en avant à ses trois corps maintenant positionnés en ligne. Cette nouvelle poussée en avant de l'Union débute mal. Les troupes de Crook doivent faire marche au travers d'un marécage, et le XIXe corps n'arrive pas du tout à avancer. Le général Upton bataille pour convaincre les unités du XIXe corps sur son flanc d'aller de l'avant avec sa propre division, quand un tir d'artillerie lui arrache un morceau de sa cuisse. Le chirurgien parvient à arrêter l'hémorragie, et Upton ordonne qu'on le porte sur une civière, depuis laquelle il continue de diriger ses troupes pour le reste de la bataille. Les lignes confédérées commencent à céder sous la pression nordiste. Sheridan, excité par l'imminence de la victoire, s'élance le long de ses lignes en agitant son chapeau et en criant pour encourager ses troupes.
En fin de journée, deux divisions de cavalerie de l'Union arrivent du nord et chargent le flanc gauche confédéré. La division du brigadier-général Wesley Merritt balaie les fortifications confédérées, pendant que la division du brigadier-général William W. Averell lance des charges tournoyantes sur le flanc. L'armée sudiste est en pleine déroute. Dans la précipitation de leur retraite, de nombreux généraux doivent abandonner leurs femmes restées à Winchester.

## Conséquences

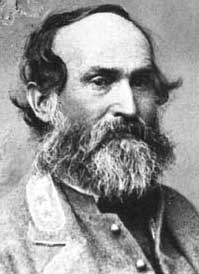
Le général Jubal Anderson Early (1816 – 1894).

La bataille d'Opequon marque un tournant de la guerre, en faveur de l'Union. L'armée d'Early reste intacte, mais elle subit de nouvelles défaites à la bataille de Fisher's Hill et à la bataille de Tom's Brook. Exactement un mois plus tard, la campagne de la vallée de Shenandoah s'achève avec une nouvelle défaite d'Early à la bataille de Cedar Creek. Ces victoires de l'Union, et d'autres qui eurent lieu en cet automne 1864, favorisent la réélection d'Abraham Lincoln à la présidence des États-Unis.
La bataille d'Opequon est particulièrement préjudiciable pour les deux camps, en raison du nombre élevé de victimes parmi les principaux commandants. L'armée de l'Union perd le brigadier-général David Allen Russell qui est tué, et les brigadier-généraux Emory Upton, George H. Chapman et John B. McIntosh sont grièvement blessés. Dans les rangs confédérés, le major-général Robert E. Rodes et le colonel Archibald Godwin sont tués, et le major-général Fitzhugh Lee, le brigadier-général William Terry et le colonel William Wharton sont blessés. Le colonel confédéré George S. Patton, Sr y trouve également la mort, son petit-fils et homonyme devint le célèbre général américain George S. Patton qui s'illustra au cours de la Seconde Guerre mondiale.